# Ryan Villopoto
Ryan Villopoto, né le 13 août 1988 à Fortuna (Californie), États-Unis, est un pilote professionnel de motocross et de supercross.
Il a participé aux championnats AMA de motocross et AMA de supercross de 2005 à 2014, qu'il a gagné 4 et 3 fois.
Il a couru toute sa carrière pour l'équipe d'usine Kawasaki. Il a annoncé sa retraite le 3 janvier 2015, le jour de l'ouverture de la saison de Monster Energy Supercross. Son entraîneur était Aldon Baker.

## Carrière

### Début en250cm3
Villopoto commence sa carrière chez les pro dans l'équipe Kawasaki Pro Circuit.
En 2007, après avoir fini 3e l'année précédent, Ryan Villopoto remporte le championnat AMA de supercross West coast en 250 cm3.
De 2006 à 2008, en parallèle, il remporte trois années de suite les championnats AMA de motocross 250 cm3.

### Passage en450cm3
L'année 2011 est l'année du première sacre de Ryan Villopoto, il remporte le championnat Monster Energy AMA Supercross, devançant Chad Reed de seulement quatre points. Villopoto aura remporté 6 courses tout au long de la saison.
Il réalise le doublé en remportant le championnat Lucas Oil Pro Motocross devant Ryan Dungey.
Lors de l'inter-saison, il remporte la première édition de la Monster Energy Cup. Il remporte les trois manches et gagne de ce fait le pactole un million de dollars.
En 2012, Villopoto remporte son deuxième titre de champion AMA Supercross, remportant 9 des 16 courses.
Ryan Villopoto a remporte de nouveau le championnat Monster Energy AMA Supercross en 2013. Puis il réalise le doublé en remportant également le championnat Lucas Oil Pro Motocross.
À nouveau en 2014, Villipoto remporte son 4e championnat Monster Energy Supercross.

### Championnat du monde
Lassé des saisons de Supercross et motocross américain, Ryan Villopoto choisi en 2015 de participer au Championnat du Monde FIM de Motocross et profiter pour voyager à travers le monde.
C'est le premier pilote américain titré de ce niveau qui tente ce pari.
Malheureusement il se blesse au coccyx à la suite d'un accident lors du GP du Trentin. Cette course arrête sa saison.
En juillet 2015, Villopoto a annoncé sa retraite sur son site officiel.

## Autre
Le 13 décembre 2017, Villopoto a annoncé qu'il participerait au championnat du monde Stadium Super Trucks à Lake Elsinore Diamond, au volant du camion tout-terrain no 2 RPM. Il a terminé dixième dans les deux courses.

## Palmarès
- 3ème AMA Supercross 250 côte ouest en 2006
- Champion AMA Motocross 250 en 2006
- Champion AMA Supercross 250 côte ouest en 2007
- Champion AMA Motocross 250 en 2007
- Champion AMA Motocross 250 en 2008
- Champion AMA Supercross 450 en 2011
- Champion AMA Motocross 450 en 2011
- Champion AMA Supercross 450 en 2012
- Champion AMA Supercross 450 en 2013
- Champion AMA Motocross 450 en 2013
- Champion AMA Supercross 450 en 2014

### Nombre de victoires par années
- 11 victoires en 125/250 AMA Supercross (régional): 1–2006 7–2007 3–2008
- 20 victoires en 125/250 AMA Motocross : 6–2006 5–2007 9–2008
- 41 victoires en 250/450 AMA Supercross : 2–2009 7–2010 6–2011 9–2012 10–2013 7–2014
- 12 victoires en 250/450 AMA Motocross : 1–2009 3–2011 8–2013
- 73 Total des victoires AMA : 6–2006 5–2007 9–2008 3–2009 7–2010 9–2011 9–2012 18–2013 7–2014
- 1 victoire en MXGP : 1–2015